# Superflua
Superflua är ett släkte av fjärilar. Superflua ingår i familjen juvelvingar.
Kladogram enligt Catalogue of Life:
| Superflua | \| \| Superflua mirabilis \| \| \| \| \| \| Superflua sassanides \| \| \| \| |
|           | \| \| Superflua mirabilis \| \| \| \| \| \| Superflua sassanides \| \| \| \| |
|           | Superflua mirabilis                                                          |
|           |                                                                              |
|           | Superflua sassanides                                                         |
|           |                                                                              |